# Dżibuti na Letnich Igrzyskach Olimpijskich 1988
Dżibuti na Letnich Igrzyskach Olimpijskich 1988 reprezentowało 5 zawodników, tylko mężczyźni. Na tych igrzyskach Dżibuti zdobyło swój pierwszy i jak dotąd jedyny medal letnich igrzysk olimpijskich.

## Zdobyte medale
| Medal | Zawodnik    | Dyscyplina    | Konkurencja      |
| ----- | ----------- | ------------- | ---------------- |
| Brąz  | Ahmed Salah | Lekkoatletyka | maraton mężczyzn |

## Reprezentanci

### Lekkoatletyka
- Hoche Yaya Aden
  - bieg na 1500 - odpadł w eliminacjach

- Ismael Hassan
  - bieg na 5000 - odpadł w eliminacjach

- Talal Omar Abdillahi
  - bieg na 10000 - odpadł w eliminacjach

- Ahmed Salah
  - maraton -

- Omar Moussa
  - maraton - 49. miejsce

### Żeglarstwo
- Robleh Ali Adou
  - Windsurfer - 40. miejsce